# Touch (film)
Touch je americký film z roku 1997, který natočil režisér Paul Schrader podle vlastního scénáře. Předlohou mu byl stejnojmenný román od Elmora Leonarda. Hráli v něm Christopher Walken, Gina Gershon, Paul Mazursky a další. Ve Spojených státech amerických byl uveden 14. února 1997 společností United Artists. Originální hudbu k filmu složil Dave Grohl; většina jeho hudby je instrumentální, výjimkou jsou tři zpívané písně. Soundtrack rovněž vyšel jako samostatné album na CD (vydala jej společností Roswell Records).

## Obsazení
| Skeet Ulrich       | Juvenal         |
| Bridget Fonda      | Lynn            |
| Christopher Walken | Bill Hill       |
| Gina Gershon       | Debra           |
| Tom Arnold         | August Murray   |
| Conchata Ferrell   | Virginia Worrel |
| Paul Mazursky      | Artie           |
| LL Cool J          | sám sebe        |